# Shimokawa
Shimokawa (下川町?) è una cittadina giapponese della prefettura di Hokkaidō.